# Broken Hearts of Hollywood
Broken Hearts of Hollywood is een Amerikaanse dramafilm uit 1926 onder regie van Lloyd Bacon. Destijds werd de film in Nederland uitgebracht onder de titel Slachtoffers van Hollywood.

## Verhaal
De ex-filmdiva Virginia Perry laat haar gezin in de steek en keert terug naar Hollywood voor een rentree op het witte doek. De jaren hebben hun tol geëist en ze krijgt alleen maar kleine filmrolletjes toegewezen. Haar dochter Betty Anne heeft intussen een schoonheidswedstrijd gewonnen en zij is ook op weg naar Hollywood. Moeder en dochter spelen uiteindelijk mee in dezelfde film.

## Rolverdeling
| Acteur                | Personage             |
| --------------------- | --------------------- |
| Patsy Ruth Miller     | Betty Anne Bolton     |
| Louise Dresser        | Virginia Perry        |
| Douglas Fairbanks jr. | Hal Terwilliger       |
| Jerry Miley           | Marshall              |
| Stuart Holmes         | McLain                |
| Barbara Worth         | Molly                 |
| Dick Sutherland       | Sheriff               |
| Emile Chautard        | Regisseur             |
| Anders Randolf        | Officier van justitie |
| George Nichols        | Commissaris           |
| Sam De Grasse         | Advocaat              |